# Шпак, Нира
Нира Шпак (ивр. נִירָה שְׁפָּק‎, род. 20 июля 1966, Реховот, Центральный округ) — израильский солдат, государственная служащая и политик. С 2021 по 2022 год она была депутатом Кнессета от партии «Еш атид».

## Биография
Член кибуца Кфар-Аза, Шпак была кадровой военнослужащей. Она была первой женщиной, достигшей звания командира бригады и командующего оперативным сектором, и первой женщиной, возглавившей учебный отдел сухопутных войск Израиля. После увольнения в запас в звании бригадного генерала работала в Министерстве обороны и Министерстве обороны тыла. 
Занявшись политикой, она баллотировалась на пост главы регионального совета Шаар-ха-Негев на местных выборах 2018 года. На выборах в Кнессет 2021 года она занимала семнадцатое место в списке партии «Еш атид» и была избрана в Кнессет, поскольку партия получила семнадцать мест. В мае 2022 года она стала обладательницей награды «Рыцари качества правительства» от Движения за качественное правительство в Израиле. Однако она не стала участвовать в выборах в ноябре 2022 года, решив вернуться в местную политику.